# Marija Litosjenko
Marija Petrivna Litosjenko (ukrainska: Марія Петрівна Літошенко), född den 24 september 1949 i Kiev, Ukrainska SSR, Sovjetunionen (nu Ukraina), är en ukrainsk sovjetisk före detta handbollsspelare.
Hon tog OS-guld i damernas turnering  i samband med de olympiska handbollstävlingarna 1976 i Montréal.